# Minislip
 Der er for få eller ingen kildehenvisninger i denne artikel, hvilket er et problem. Du kan hjælpe ved at angive troværdige kilder til de påstande, som fremføres i artiklen.

En minislip er en klassisk trusse til mænd med skjult elastik og uden gylp. Bl.a. mærkerne Olympia, JBS, Bison og Niels Mikkelsen producerer deres minislips efter klassiske snit. "Minislip" er betegnelsen for voksenudgaven af denne trusse. Snittet er nøjagtig det samme som "standard" drengetrussen, som kendes verden over. Trussen er, som navnet også antyder, formet så minimalistisk som muligt, så brugeren får mest mulig bevægelsesfrihed. I dagens Danmark er det primært de ældre generationer, der foretrækker minislips, mens det eksempelvis er meget mere almindeligt forekommende blandt drenge og unge mænd i Frankrig og Italien. 
Mini- og sportslips er, næst efter topscoreren, trusse med gylp, de mest populære i Danmark.